# Малинівка (наливка)

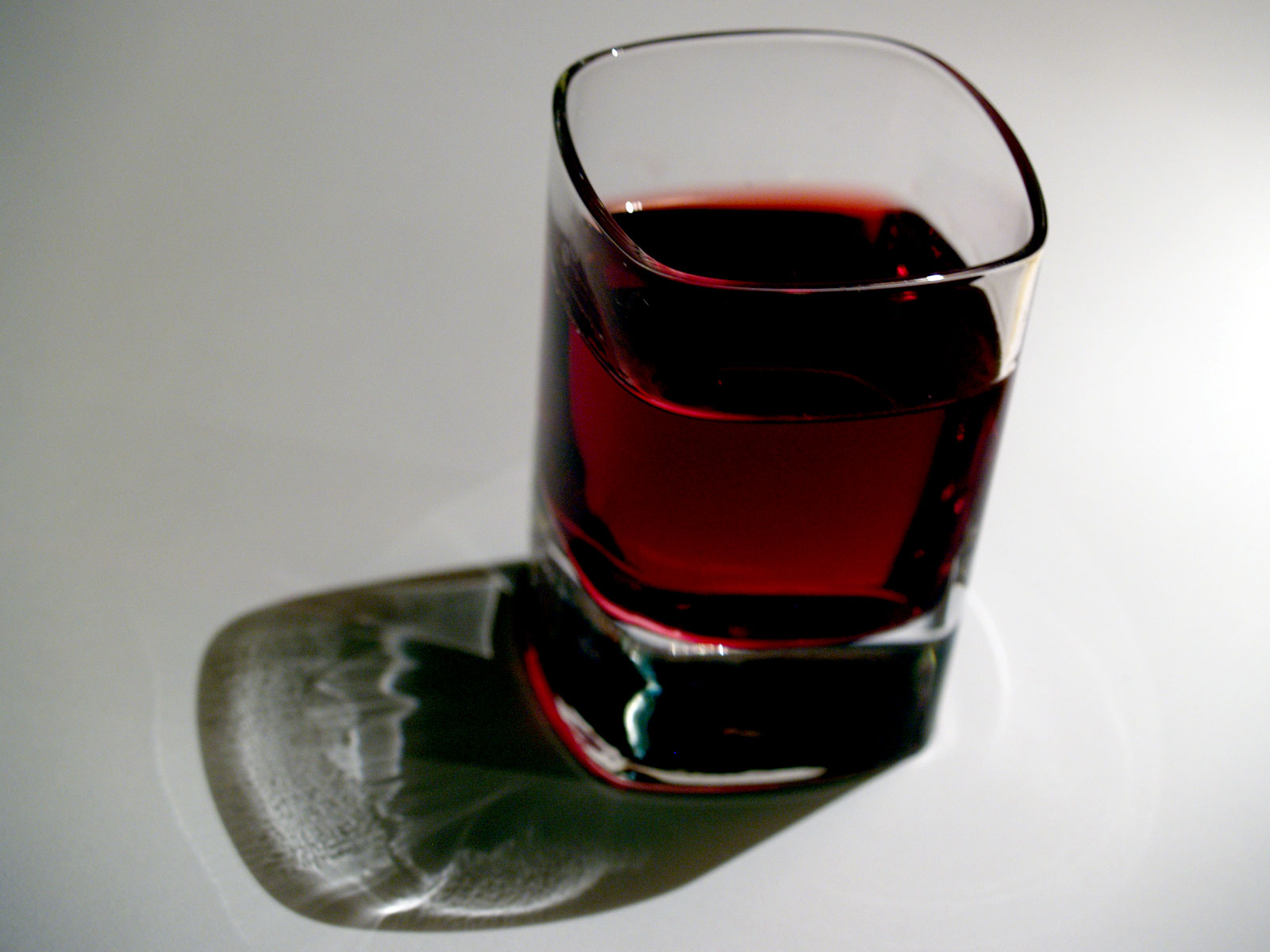
Малинівка

Малинівка — традиційна українська солодка настоянка горілки на малині. Її аналогом є ґімбеергайст (від ґімбеере — малина), поширений у південній Німеччині та регіоні Ельзас (Франція). Також малинівка відома у Литві, Білорусі.

## Історія
Малинову настоянку в Україні виготовляють ще з давніх часів. Вона використовувалася не лише як смачний алкогольний напій, а й засіб від застуди. Малинівка дуже популярна, тому рецептів існує багато. Доволі смачною виходить з дикої, лісової малини.

## Приготування

### Малинівка українська
Трилітрову банку наповнити на 3/4 об'єму стиглою малиною і залити міцною горілкою. Додається 1 л спирту і води до решти. Настоювати у затінку при кімнатній температурі 48 годин. Після цього злити рідину в каструлю, висипати малину. В банку насипати свіжої малини до половини і залити рідиною. Знову настоювати 48 годин.
Не рекомендують настоювати малину більше 48 годин, бо вона, виділяючи кислоту, погіршує смак настоянки. Через 48 годин настоянку зливають, фільтрують і змішують з густим сиропом, для приготування якого беруть стільки цукру, скільки настояної рідини.
Приготовану малинівку розливають у темні пляшки, закупорюють і ставлять на 4-5 місяців у темне місце. Після цього її можна пити. Може мати від 35 до 55 % (в залежності від спирту або горілки). Малину з настоянки не викидають — з неї роблять взимку чай, яким лікуються.

### Ґімбеергайст

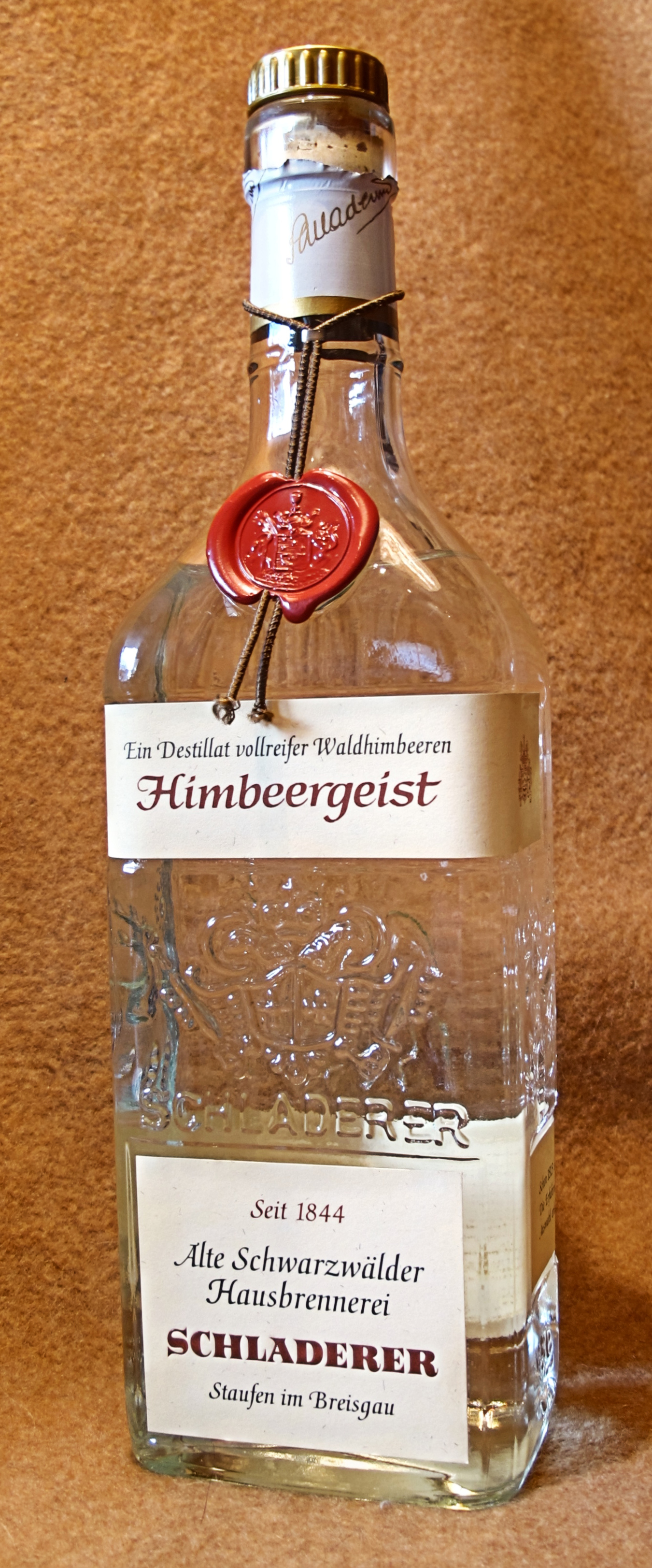
Ґімбеергайст

В Ельзасі до малинівки додають цукрову пудру, а у Німеччині — гвоздику. Переганяють разом горілку (від 40 %) або розведений спирт (до 70 %) разом з вичавленою малиною. Після цього ставиться на 2 тижні відстоятися. Після цього відбувається дистиляція продукту.
У Рейнланд-Вестфалії малинівку виготовляють дещо інакше. З малини вичавлюють сік, засипають у нього гвоздику і товчені сливові кісточки. Усе це заливають 40%-вим алкоголем. Бутель щільно закривають і виставляють на сонце або в тепле місце на 1 місяць. Після цього фільтрують і розливають по пляшках. Відстоюється 6 місяців у прохолодному місці.